# 프로프레임
프로프레임(ProFrame)은 티맥스소프트에서 개발한 애플리케이션 프레임워크 솔루션이다. 오픈시스템 환경에 적용할 수 있는 제품이며, TP와 WAS의 두가지 버전이 있다. 처음으로 적용된 사이트는 한국신용정보이며, 뒤를 이어 2006년부터 신한은행, SK텔레콤 등에 적용되었다. TP버전은 대우증권, 농협, 하나은행, 현대투자증권 등 은행, 증권 분야에 WAS버전은 신동아화재 등 보험 분야에 주로 적용되고 있다.
2008년 9월 프로프레임 4.0 자바 버전이 GS인증을 획득했다.